# Serhij Snytko
Serhij Mykolajovyč Snytko (in ucraino Сергій Миколайович Снитко?; Kerč', 31 marzo 1975) è un ex calciatore ucraino, di ruolo centrocampista.

## Carriera

### Club
Dopo aver giocato con numerose squadre di club, nel 2009 si trasferisce al Volyn', squadra del campionato ucraino.

### Nazionale
Conta 2 presenze con la Nazionale ucraina.